# کریتیکا مارکسیستا
کریتیکا مارکسیستا (به انگلیسی: Critica marxista) یک مجله سیاسی است که در رم، ایتالیا منتشر می‌شود. این مجله که در سال ۱۹۶۳ تأسیس شد، یکی از اولین نشریات سیاسی در کشور است.

## تاریخچه و مشخصات
کریتیکا مارکسیستا در سال ۱۹۶۳ تأسیس شد. این مجله توسط حزب کمونیست ایتالیا (PCI) به عنوان یک مجله تئوریک ایجاد گردید. ویراستاران مؤسس لوئیجی لونگو، الساندرو ناتا و امیلیو سرنی بودند. تا سال ۱۹۲۲ این مجله به عنوان یک نشریه حزب کمونیست ایتالیا باقی ماند. حزب کمونیست قصد داشت این نشریه را تعطیل کند، اما گروهی از روشنفکران ایتالیایی به رهبری آلدو تورتورلا و آلدو زاناردو آن را خریدند. این مجله تحلیل‌ها و مشارکت‌هایی را برای بازنگری در سیاست چپ پوشش می‌دهد. از ابتدای انتشار آن توسط سردبیر ریونیتی به صورت دو ماه یکبار منتشر شده‌است. دفتر مرکزی آن در رم است.
مشارکت کنندگان برجسته کریتیکا مارکسیستا عبارتند از: لوئی آلتوسر، نیکولا بادالونی، فرانکو کاسانو، امبرتو سرونی، بیاجیو دی جووانی، چزاره لوپورینی، جاکومو مارامائو، جوزپه پرستیپینو، سیلوانو تاگلیاگامبه، ادواردو سانگوینتی، ژیوزمو کانوفوریا، ترووسمو کانوفوریا کاچیاری، اریک هابزبام.